# 人類博物館

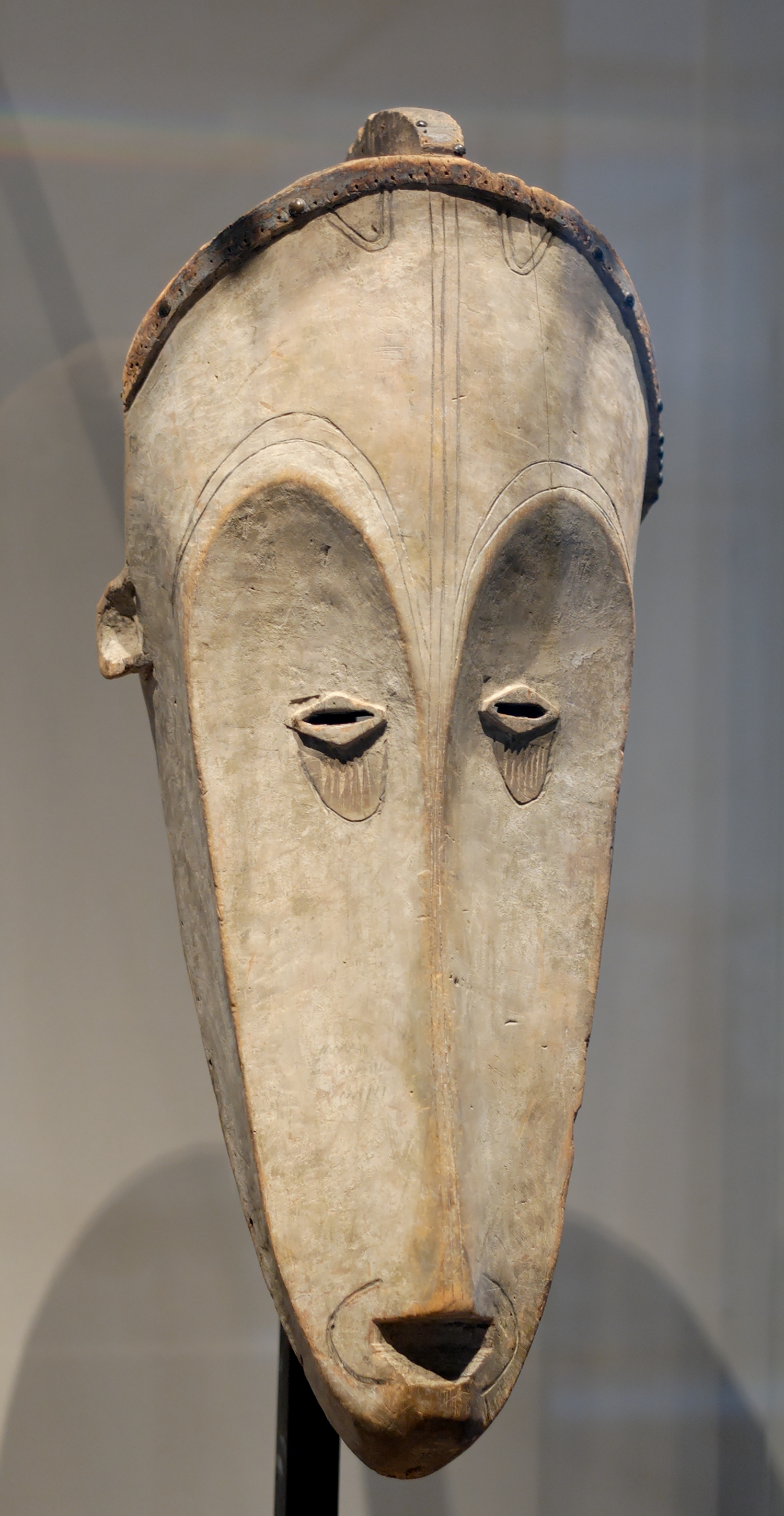
ガボンの牙製マスク

人類博物館（じんるいはくぶつかん、仏: Musée de l'Homme）はフランスの博物館であり、民族学者ポール・リヴェが1937年のパリ万国博覧会の際に設立した。1882年に設立されたトロカデロ民族誌博物館の後身であり、1878年のパリ万国博覧会でパリ16区に建設されたシャイヨ宮のパッシー側のほとんどの部分を占めている。
同博物館は、16世紀に珍品陳列室と王室キャビネットでつくられた歴史的蒐集物を引き継いでいる。これらの展示は19世紀を通じて充実し、さらに今日もなおつづいている。その目的はすべてのものを一か所にあつめることであり、人類なるものを定義することをねらいとしている。それは、進化におけるヒト（先史時代）、統一性と多様性におけるヒト（人類学）、文化的社会的表現におけるヒト（民俗誌）である。
同博物館は、さまざまな省庁当局の管轄下にある研究センターであり、フランス国立科学研究センター（CNRS）からのいくつかの統一グループである。この展示のうちのある部分は、ケ・ブランリ美術館に移される予定である。
1974年までは、同博物館は、サラ・バートマンの遺体を展示していた。

## 関連事項
- 人類学（Anthropology）
- パリ16区（XVIe arrondissement）
- パッシー（Passy）
- ポール・リヴェ（Paul Rivet）
- 珍品陳列室（cabinets of curiosities）
- フランス国立科学研究センター（CNRS）

## 註
1. ↑  “アーカイブされたコピー”. 2007年9月26日時点のオリジナルよりアーカイブ。2007年7月11日閲覧。